# キリストの洗礼 (ヴェロネーゼ、パラティーナ美術館)
『キリストの洗礼』（伊: Il Battesimo di Cristo, 英: The Baptism of Christ）は、ルネサンス期のヴェネツィア派の画家パオロ・ヴェロネーゼが1580年頃に制作した絵画である。油彩。『新約聖書』の福音書で言及されているヨルダン川でのイエス・キリストの洗礼を主題としている。ヴェロネーゼの晩年の作品で、現在はフィレンツェのパラティーナ美術館に所蔵されている。また多くの異なるバージョンが知られている。

## 主題
『新約聖書』の「マタイによる福音書」3章、「マルコによる福音書」1章、「ルカによる福音書」3章、「ヨハネによる福音書」1章によると、洗礼者ヨハネはラクダの毛皮を身にまとい、蝗と蜜を食べながら荒野で暮らし、彼を訪ねてやって来る多くの人々に洗礼を行った。イエスが洗礼を受けるために訪れたとき、洗礼者ヨハネは自分こそがあなたから洗礼を受けるべきであると言ったが、イエスに乞われたため洗礼を行った。洗礼を受けたイエスは、天が割れて鳩の姿をした聖霊が自身の上に舞い降りるのを見た。またイエスは天から「これはわたしの愛する子であり、わたしの心に適う者である」という声が響くのを聞いた。

## 作品
| ヴェロネーゼが1588年2月4日付の手紙の裏に描いた、キリストの洗礼に関する4つの素描。フォッグ美術館所蔵。 |  | ヴェロネーゼが1588年2月4日付の手紙の裏に描いた、キリストの洗礼に関する4つの素描。フォッグ美術館所蔵。 |
| ヴェロネーゼが1588年2月4日付の手紙の裏に描いた、キリストの洗礼に関する4つの素描。フォッグ美術館所蔵。 |  | |

イエスは森の中を流れるヨルダン川のほとりで洗礼者ヨハネから洗礼を受けている。イエスは赤い腰布のみを巻き、両腕を胸の前で交差させながら、ヨルダン川の流れの中に立ち、洗礼を受けるために身をかがめている。一方の洗礼者ヨハネは岸辺に立ち、左手を木の切り株に置きながら、右手に持った洗礼杯で川の水をイエスの頭に注いでいる。イエスの頭上では聖霊が現れており、彼らの周囲では3人の天使がその光景を見守っている。
洗礼は受難と救いの道の最初の一歩であり、人々の罪をともに負うことをイエスが同意したことを意味している。ヴェロネーゼは登場人物を前景に集中して配置し、遠くの背景や寄進者の姿など、構図を散漫にさせる諸々の要素を排している。構図の中核は三位一体の教義である。この点は洗礼を見守る3人の天使を周囲に配置し、キリストの頭部から洗礼杯、鳩の姿をした聖霊へと連続する縦の中心軸を設定していることによって明らかである。キリストの腕を交差させるポーズは重要な細部である。このポーズはイエスの磔刑を暗示しており、洗礼は磔刑の予兆であることを鑑賞者に思い出させる。
制作年代については、1576年から1577年にかけて制作したドゥカーレ宮殿のサーラ・デル・コレージョ（Sala del Colegio）天井画の習作素描の裏面に本作品らしき素描が残されていることから、天井画と同時期の作品と考えられている。より最晩年の作品と見なす説もあり、2001年に美術史家のリチャード・コーク（Richard Cocke）は本作品とヴェロネーゼが1588年2月4日付の手紙の裏に描いた素描とを関連づけている。ヴェロネーゼは1588年4月19日に死去しているため、後者の推測によるとヴェロネーゼは死の数週間前に本作品を制作したと考えられる。
真筆性については、ジュゼッペ・フィオッコ（1934年）やバーナード・ベレンソン（1957年）は、一部分だけ真筆であると考えたが、1974年に実施された修復以降はより高い評価がなされている。

## 来歴
絵画はもともとアンコーナのフィオレンティーニ信心会の礼拝堂に保管されていた。1667年にヴェネツィア絵画を愛好していた第5代トスカーナ大公フェルディナンド2世・デ・メディチによって購入された。絵画はこのときすでに痛みがひどくなっていたため、画家バルダッサーレ・フランチェスキーニのもとに送られて修復された。また彫刻家・建築家のヤーコポ・マーリア・フォッジーニ（Jacopo Maria Foggini）はフランチェスキーニのデザインをもとに額縁を制作した。その後、フェルディナンド2世はニッコロ・カッサーナにキャンバスを締めて伸ばすよう依頼したのち、最も優れたコレクションのみを集めたトリブーナに展示した。

## ギャラリー
ヴェロネーゼの他の作例

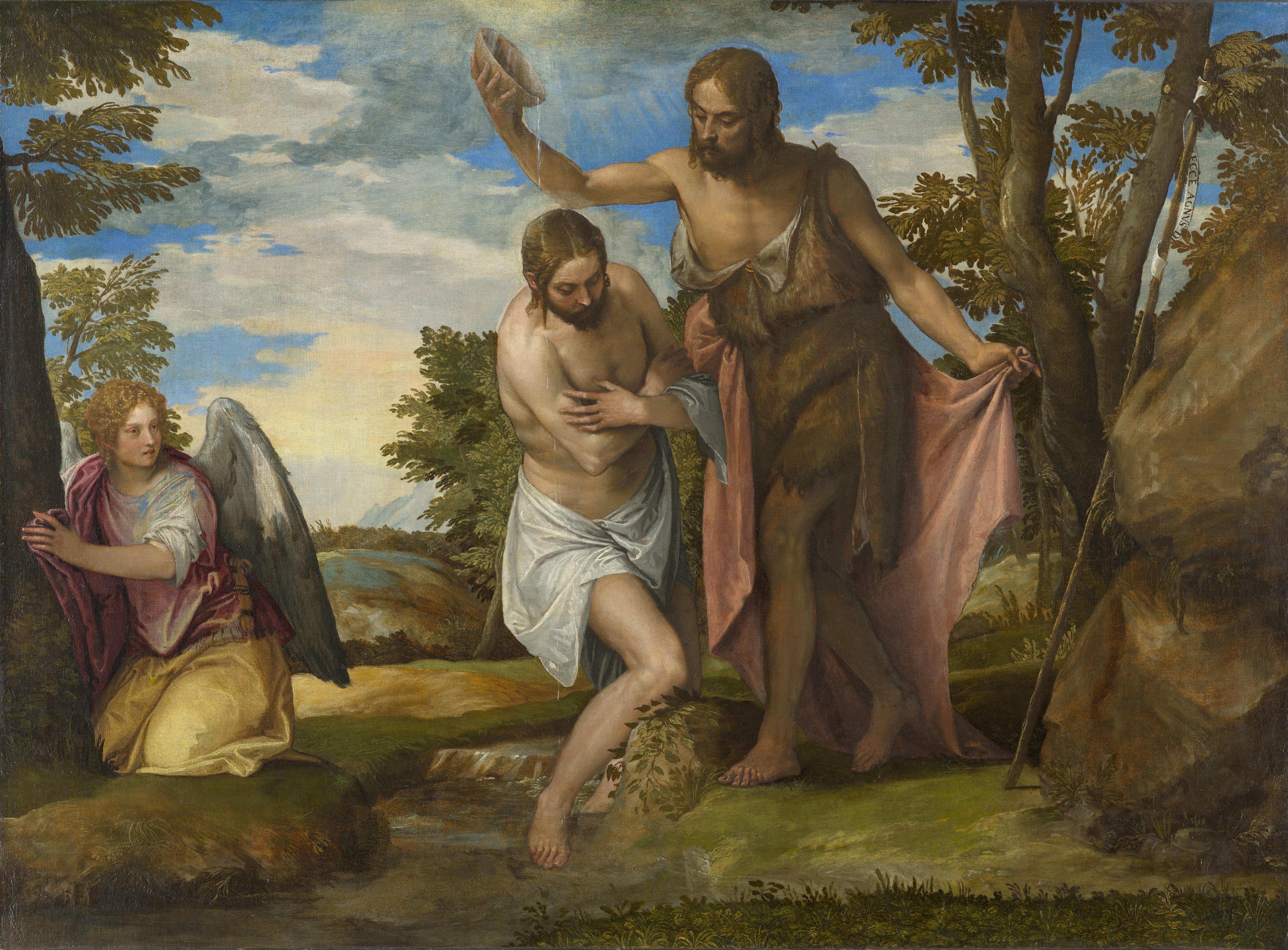
1550年-1560年頃 ノースカロライナ美術館所蔵
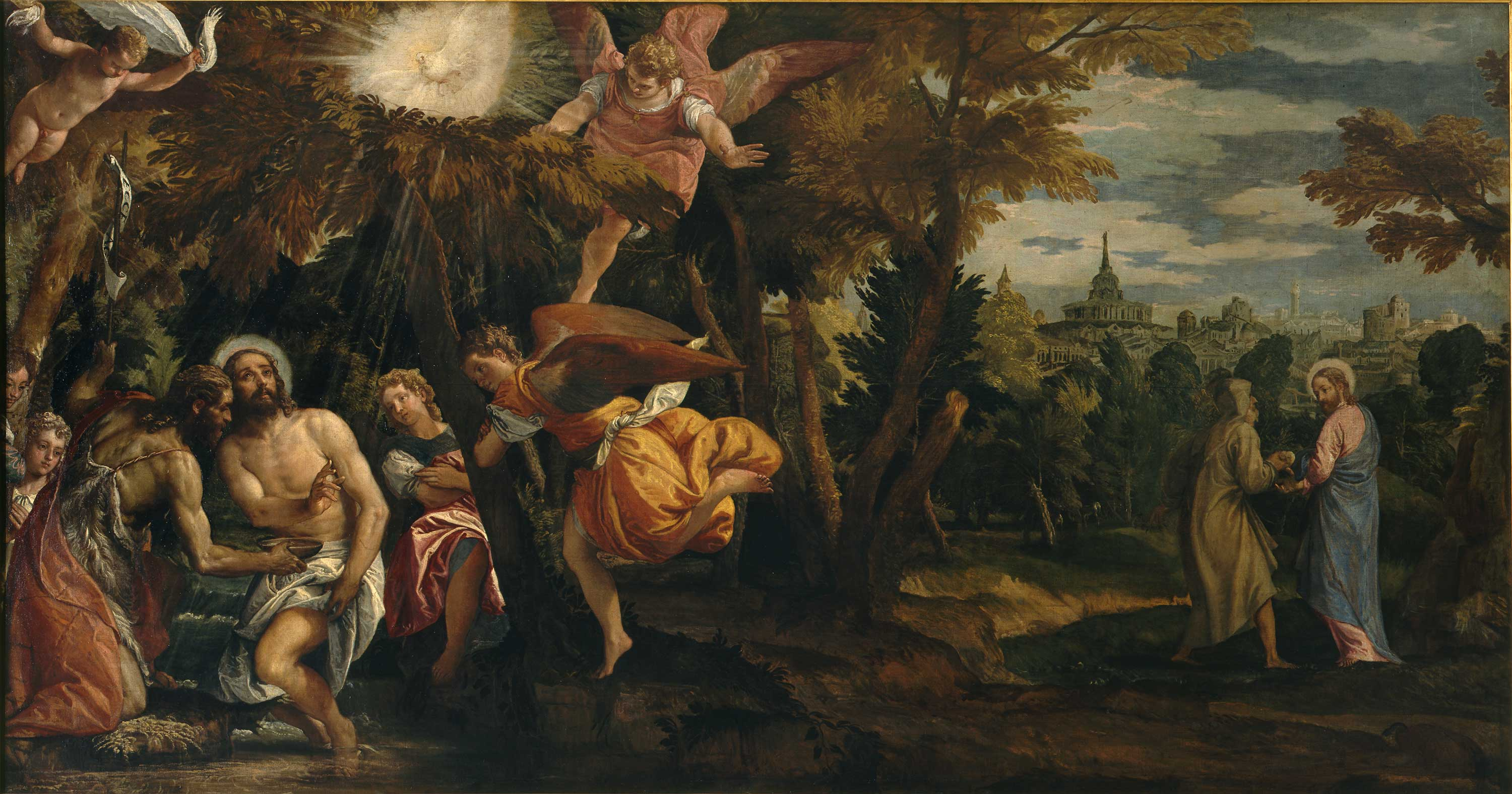
1582年頃 ブレラ美術館所蔵
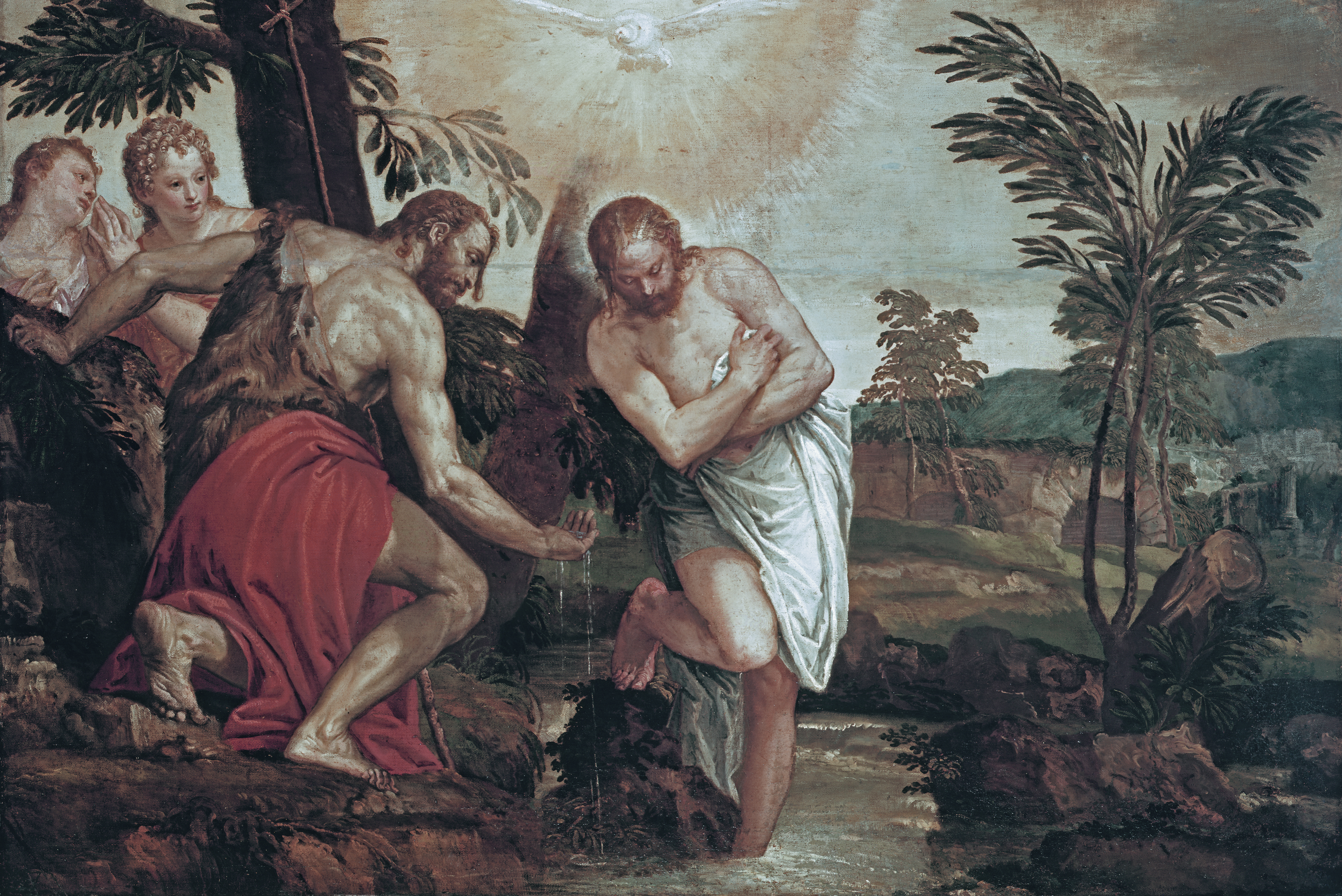
1588年以前 アントン・ウルリッヒ公爵美術館所蔵

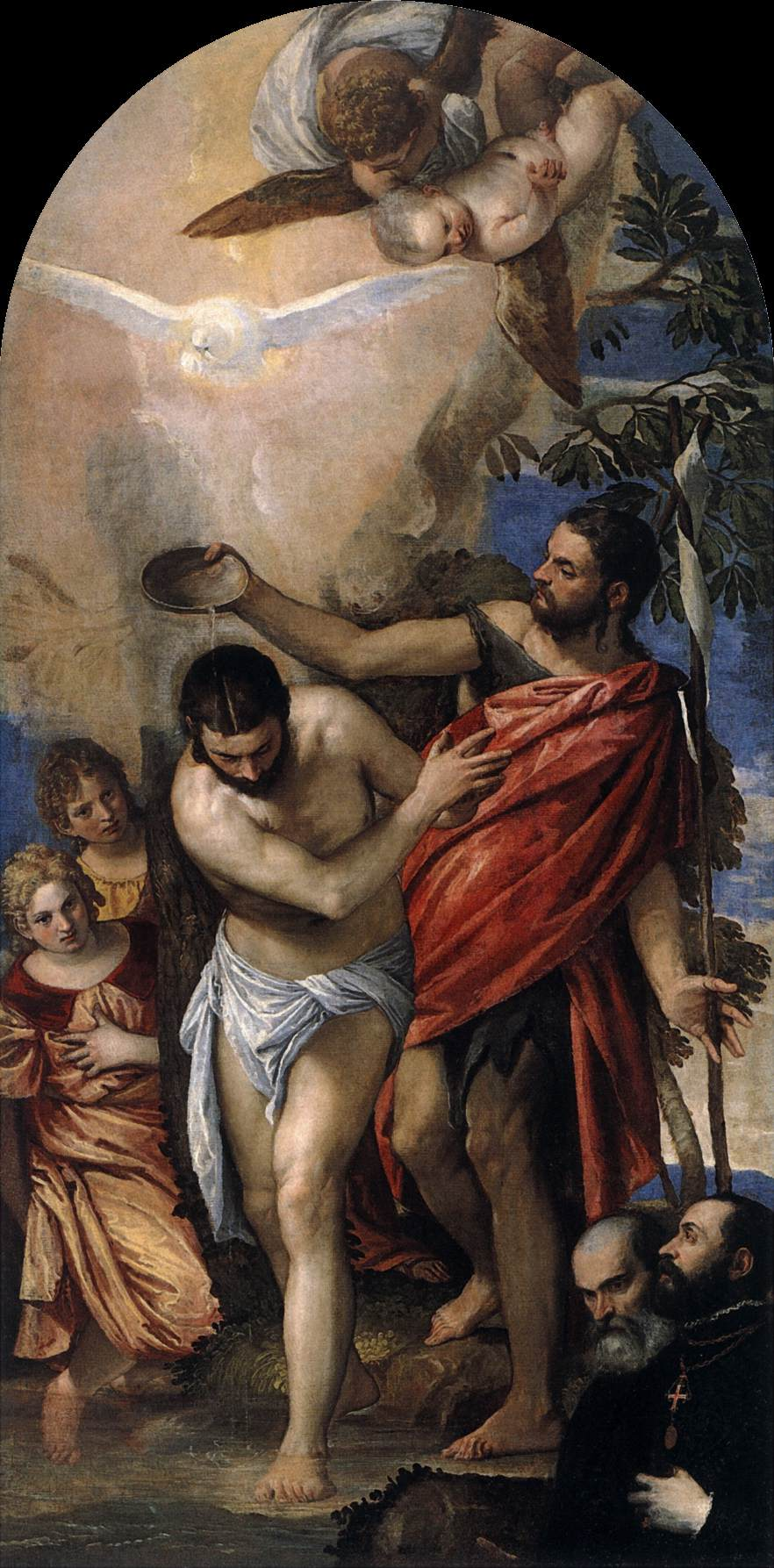
1561年頃 レデントーレ教会所蔵
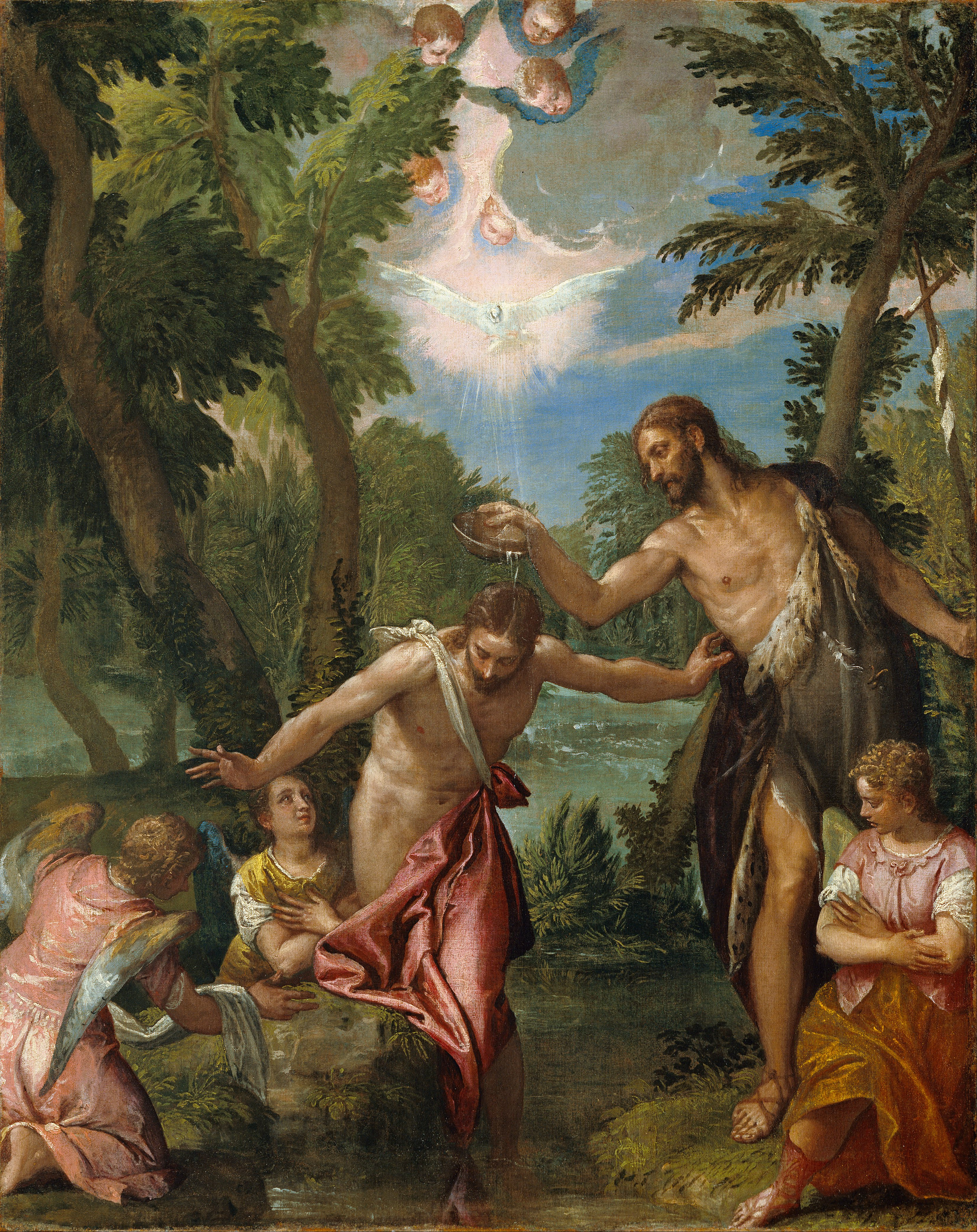
1580年-1588年頃 J・ポール・ゲティ美術館所蔵
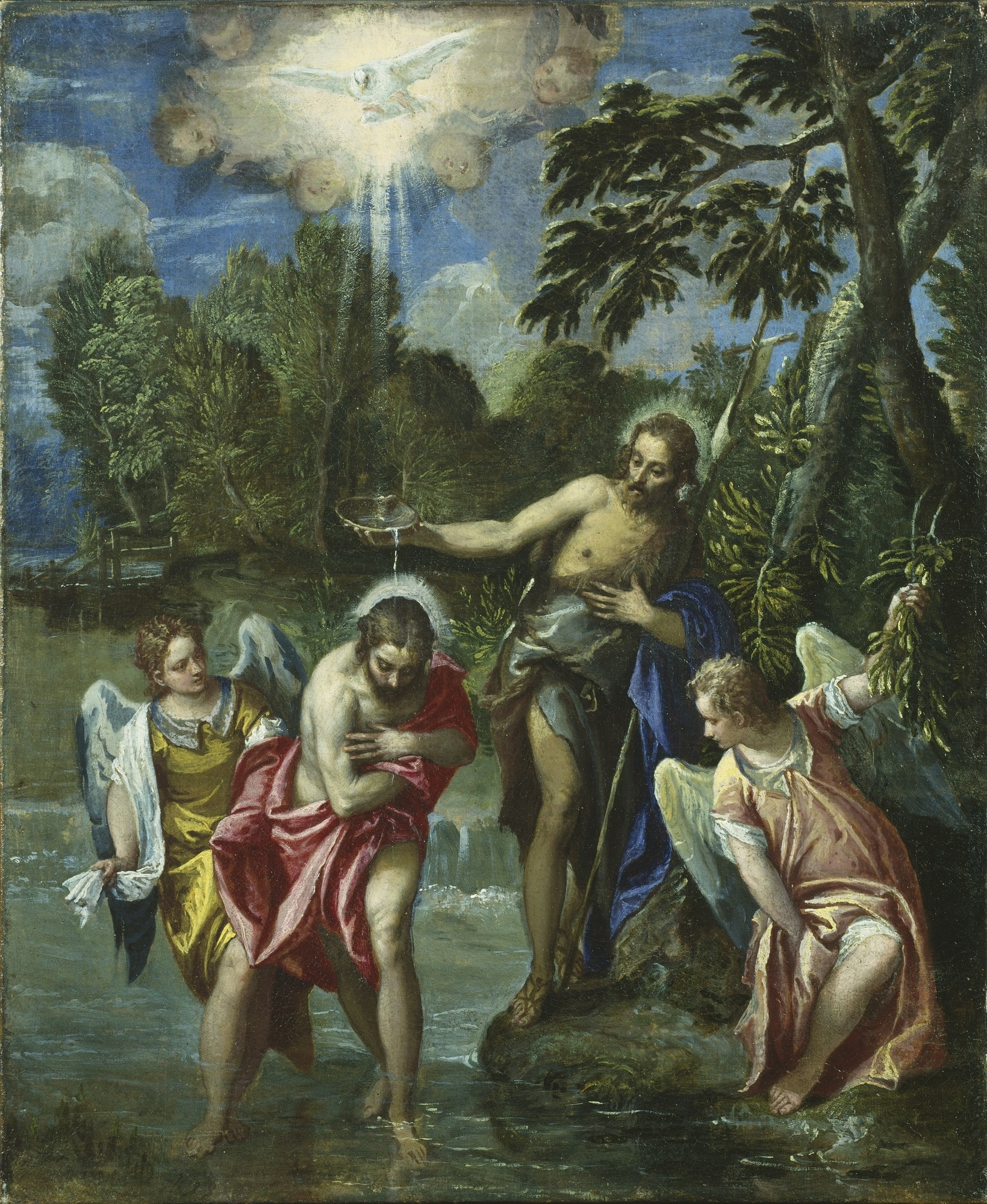
1580年-1588年頃 コートールド美術研究所所蔵
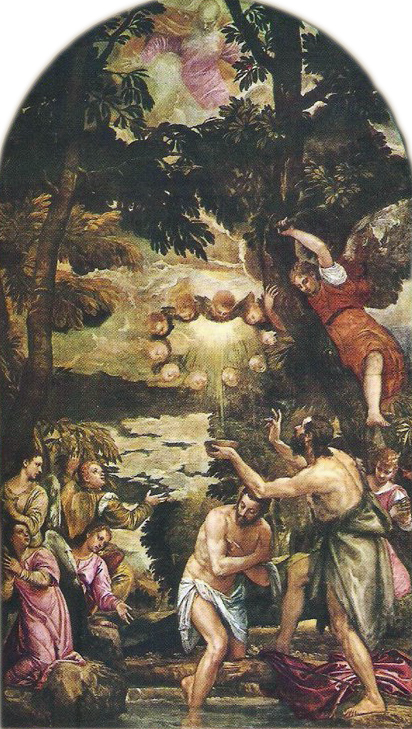
16世紀 サン・ジョヴァンニ・バッティスタ教会（イタリア語版）所蔵
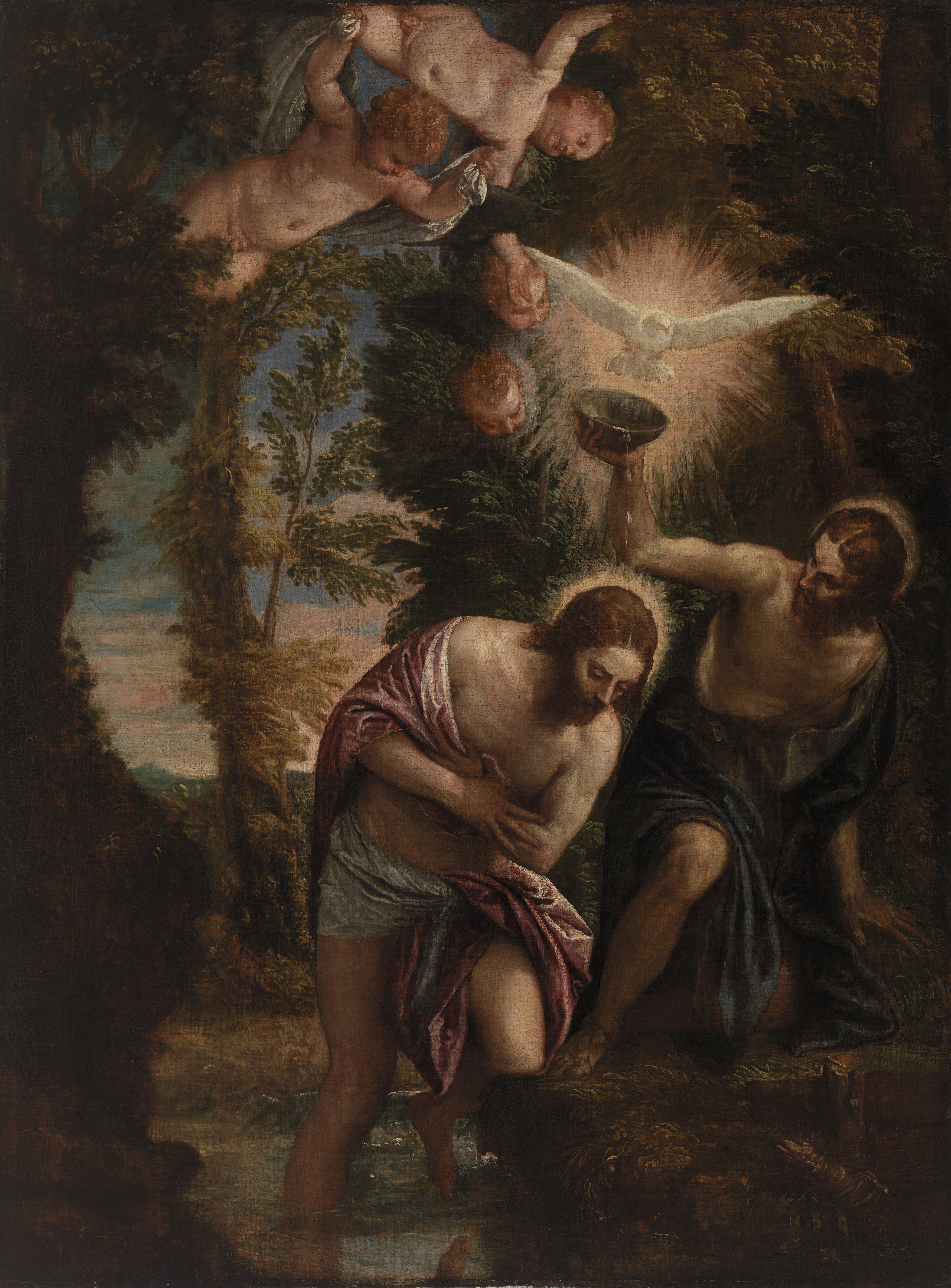
16世紀 バーンズ・コレクション所蔵